# Ајвинс (Јута)
Ајвинс (енгл. Ivins) град је у америчкој савезној држави Јута.

## Демографија
По попису из 2010. године број становника је 6.753, што је 2.303 (51,8%) становника више него 2000. године.
| Група             | 2000.         | 2010.         |
| Белци             | 4.119 (92,6%) | 6.075 (90,0%) |
| Афроамериканци    | 3 (0,1%)      | 39 (0,6%)     |
| Азијати           | 15 (0,3%)     | 18 (0,3%)     |
| Хиспаноамериканци | 175 (3,9%)    | 387 (5,7%)    |
| Укупно            | 4.450         | 6.753         |